# Ivan Ščipanov
Ivan Jakovlevič Ščipanov (rusky Ива́н Я́ковлевич Щипа́нов; 11. záříjul./ 24. září 1904greg. v Uralské oblasti Ruského impéria – 5. dubna 1983 Moskva) byl sovětský marxisticko-leninský historik filosofie, doktor filosofických věd, profesor Lomonosovovy univerzity, držitel čestného titulu "Zasloužilý vědec RSFSR" a nositel Řádu rudého praporu práce. Zajímal se především o dějiny ruské filozofie.

## Dílo
- ŠČIPANOV, I. J., 1976. Filosofické myšlení v Rusku v IX. až XVII. století. In: JOVČUK, M. T.; OJZERMAN, T. I.; ŠČIPANOV, I. J. Dějiny filosofie. 2., přepracované vyd. Praha: Svoboda. S. 122–134.
- ŠČIPANOV, I. J., 1976. Filosofické myšlení v Rusku na konci XVII. století a v první polovině XVIII. století. In: JOVČUK, M. T.; OJZERMAN, T. I.; ŠČIPANOV, I. J. Dějiny filosofie. 2., přepracované vyd. Praha: Svoboda. S. 220–223.
- ŠČIPANOV, I. J., 1976. Filosofické a sociologické názory ruských osvícenců druhé ploviny XVIII. století. In: JOVČUK, M. T.; OJZERMAN, T. I.; ŠČIPANOV, I. J. Dějiny filosofie. 2., přepracované vyd. Praha: Svoboda. S. 228–232.
- ŠČIPANOV, I. J., 1976. Filosofické a sociologické myšlení v Rusku ve 40. až 60. letech XIX. století. Materialismus revolučních demokratů a jejich boj proti idealismu. In: JOVČUK, M. T.; OJZERMAN, T. I.; ŠČIPANOV, I. J. Dějiny filosofie. 2., přepracované vyd. Praha: Svoboda. S. 309–353.
- ŠČIPANOV, I. J., 1976. Personalismus. In: JOVČUK, M. T.; OJZERMAN, T. I.; ŠČIPANOV, I. J. Dějiny filosofie. 2., přepracované vyd. Praha: Svoboda. S. 530–531.